# Кэри, Джордж Леонард
Джордж Леонард Кэри, барон Кэри Клифтонский (англ. George Leonard Carey, Baron Carey of Clifton; род. 13 ноября 1935[…], Лондон) — 103-й архиепископ Кентерберийский с 19 апреля 1991 до 31 октября 2002.
Был первым архиепископом не являвшимся выпускником Оксфорда или Кембриджа. Джордж Кэри впервые позволил ординацию женщин.
Его преемником стал Роуэн Дуглас Уильямс.